# Село имени Кирова (Дагестан)

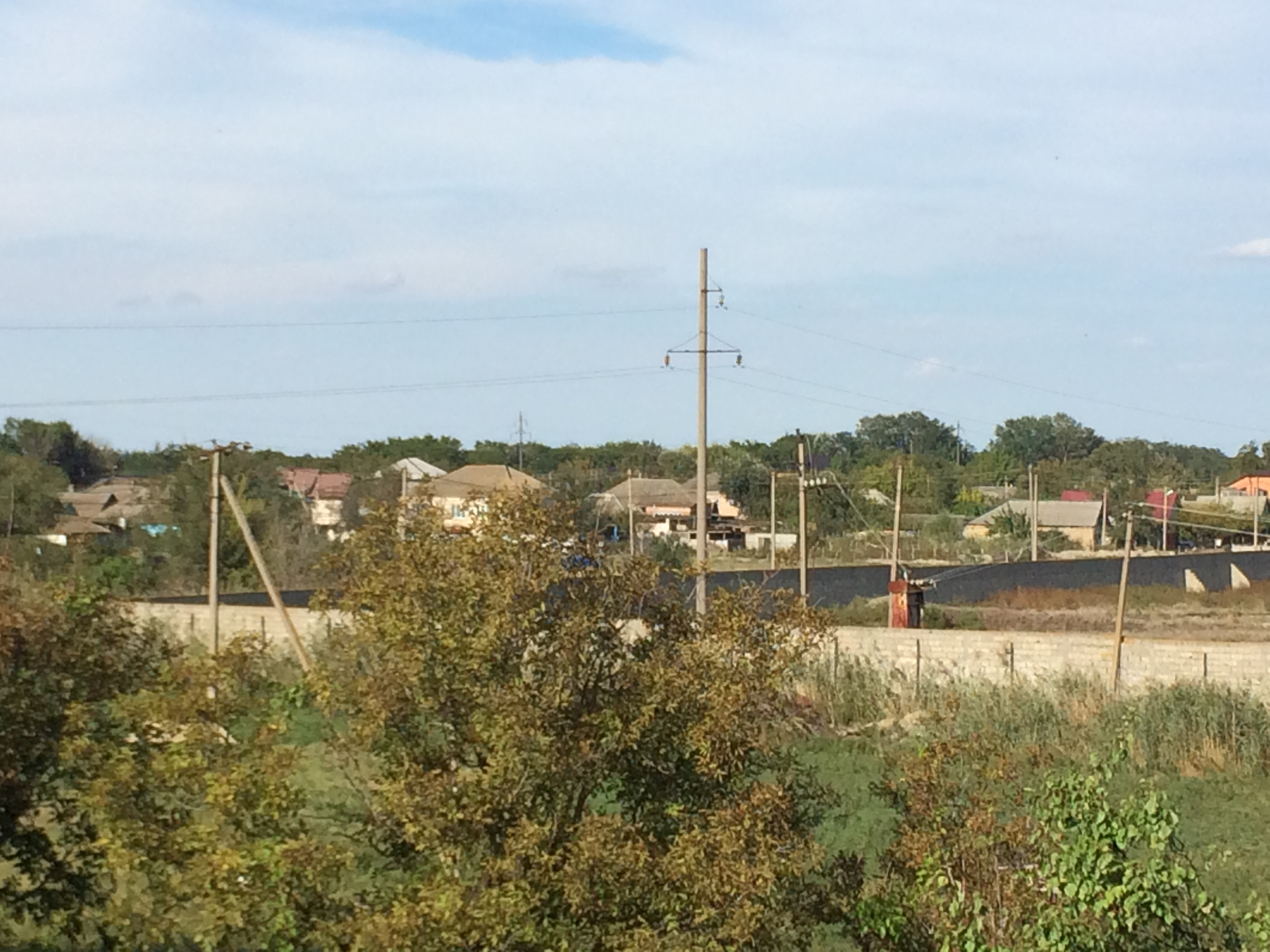
посёлок им. Кирова, Кизлярский район, Дагестан.

Имени Кирова (Кирова) — село в Кизлярском районе Дагестана. Входит в состав сельского поселения «Сельсовет «Южный»».

## Географическое положение
Населённый пункт расположен у северо-западной окраины города Кизляр, с которым село фактически слилось. Находится в 7 км к северо-западу от центра сельского поселения — Южное. Вдоль западной окраины села проходит трасса Кизляр-Комсомольский.

## Население
| 1970 | 1989 | 2002 | 2010 | 2021 |
| ---- | ---- | ---- | ---- | ---- |
| 499  | ↘467 | ↗603 | ↗674 | ↗804 |

Национальный состав
По данным Всероссийской переписи населения 2010 года:
| № | Национальность | Численность, чел. | Доля   |
| - | -------------- | ----------------- | ------ |
| 1 | аварцы         | 237               | 35,2 % |
| 2 | русские        | 214               | 31,8 % |
| 3 | даргинцы       | 96                | 14,2 % |
| 4 | кумыки         | 47                | 6,9 %  |
| 5 | азербайджанцы  | 41                | 6,1 %  |
| 6 | армяне         | 12                | 1,8 %  |
| 7 | другие         | 27                | 4,0 %  |

## Галерея

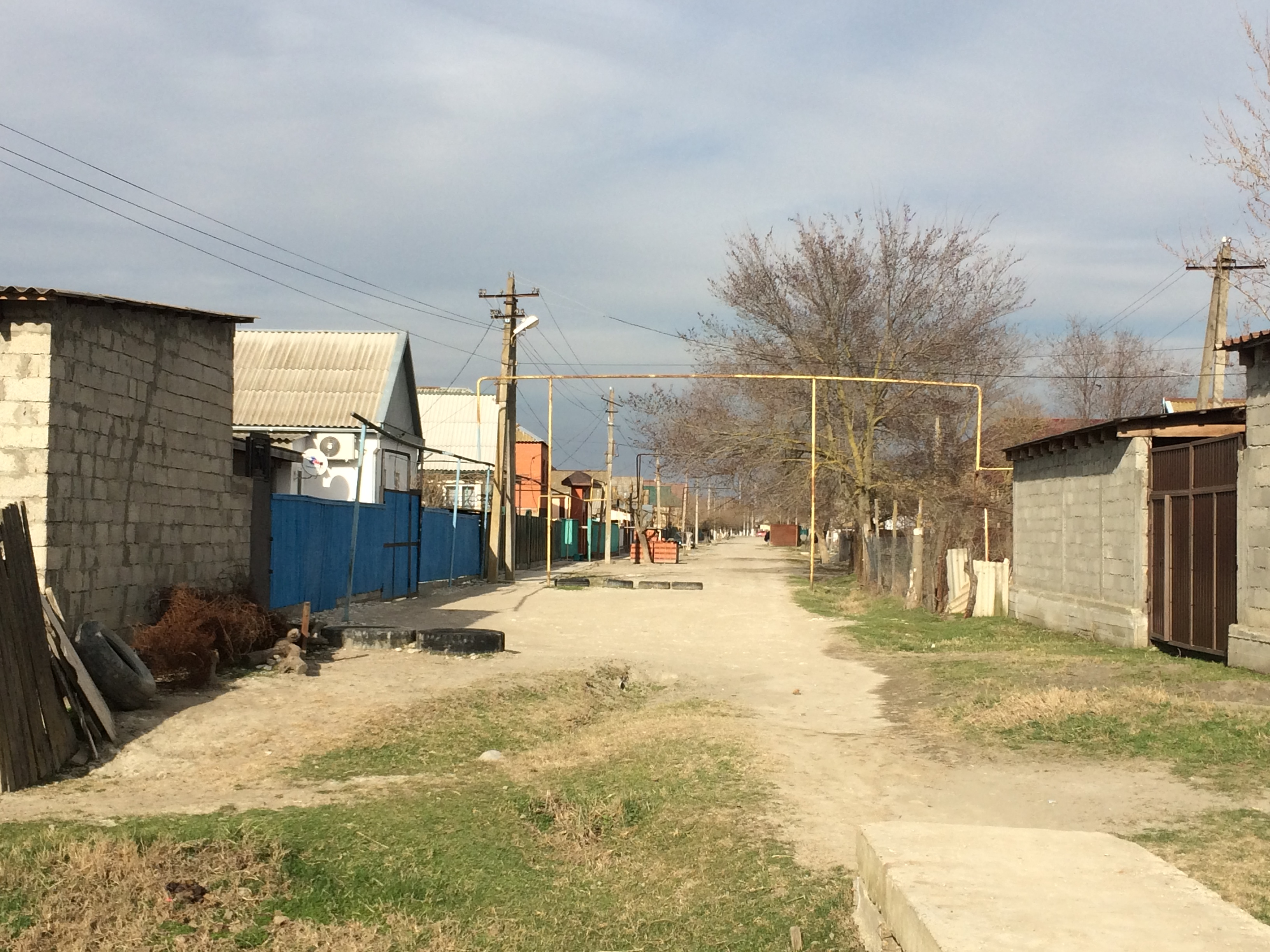
Посёлок имени Кирова
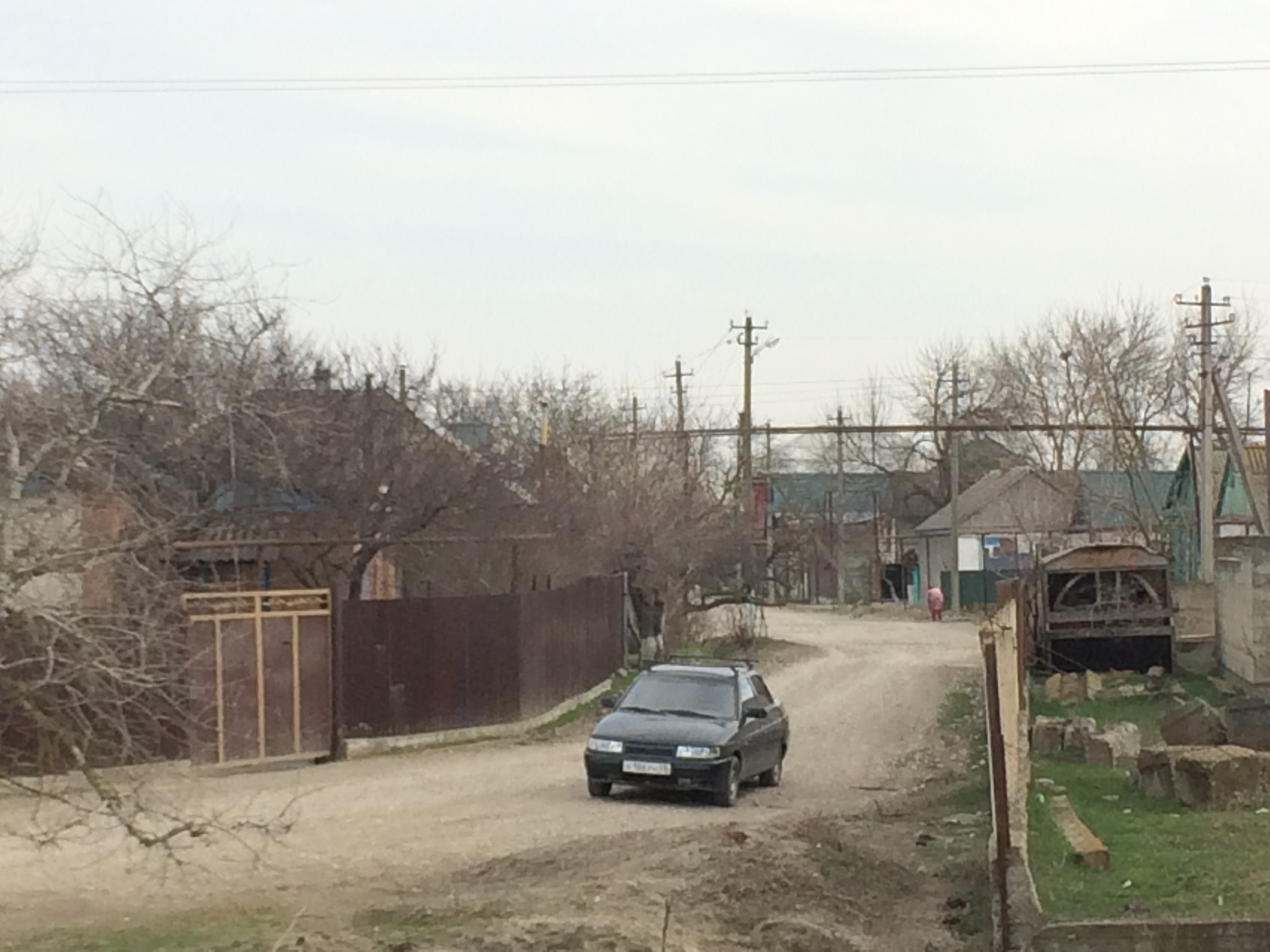
ул. Кирова
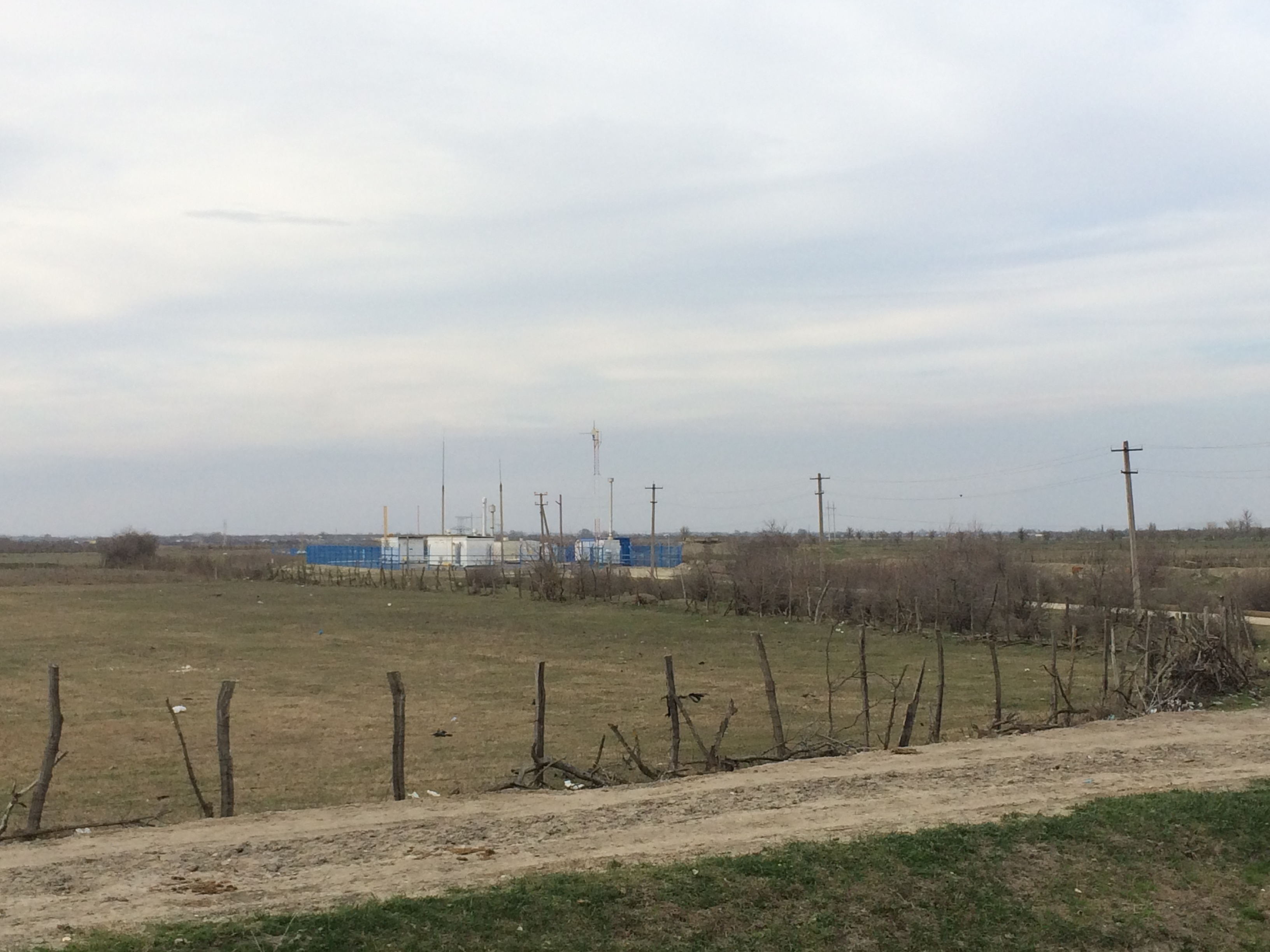
Газораспределительная станция на северной окраине села